# Криофор

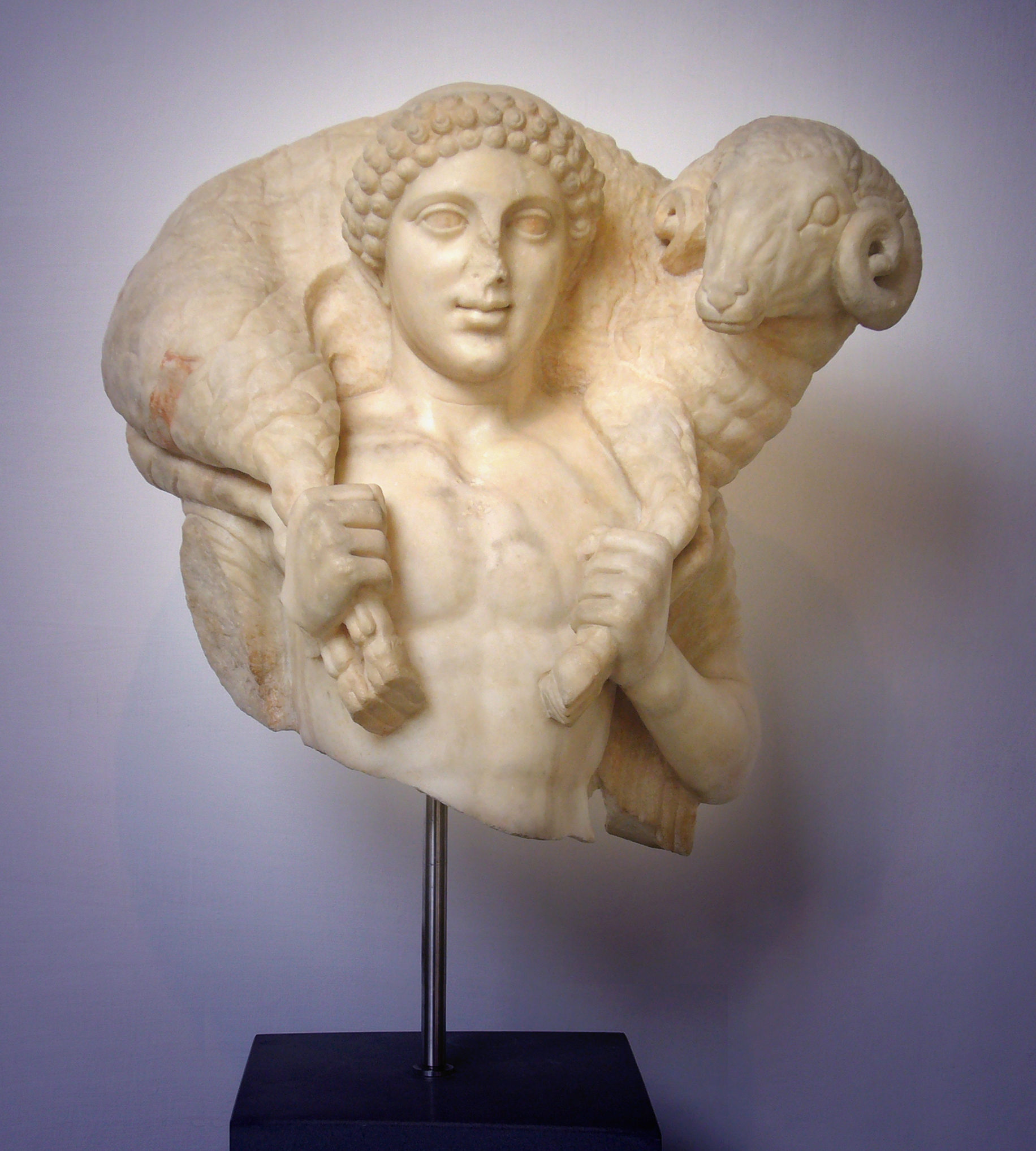

Криофор, Агнценосец (др.-греч. Κριοφόρος «несущий барана») — эпитет бога Гермеса и тип древнегреческой скульптуры, изображающий мужчину, несущего агнца для жертвоприношения.

## Мифы и культ

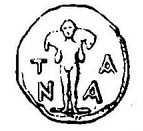
Монета Танагры с изображением статуи Гермеса Криофора скульптора Каламида

Древнегреческий географ II века н. э. Павсаний приводит легенду о беотийском городе Танагра, который был спасен Гермесом от чумы тем, что он пронес барана на своих плечах вокруг городских стен. Во время празднования гермей самый красивый юноша города совершал тот же путь с ягнёнком на плечах. В городе построили храм Гермеса Криофора, а скульптор Каламид создал статую бога с ягнёнком на плечах. О статуе возможно судить исходя из данных нумизматики, а именно монет Танагры с Гермесом Криофором.
Представление о Гермесе Криофоре не было лишь локальным мифом одного из городов Беотии. Об этом свидетельствуют нумизматические находки с Гермесом, несущим ягнёнка, из других областей Древней Эллады, а также многочисленные скульптурные зображения.
Кроме того, Павсаний сообщает, что в Мессении, в священной Карнасской роще, Гермес Криофор и Аполлон Карнейский имели объединённый культ, а в обрядах мужской инициации участвовали агнценосцы.

## Скульптуры
За то, что друг наяд, он знает козьи нравы

И овна делает желанным для овцы,

За то, что множатся и самки и самцы

И бродят по лугам галезским, щипля травы,

Устроим пир ему, и пусть посулы славы

Из тесной хижины летят во все концы: 

Бог-пастырь будет рад, что мы не гордецы

И глиняный кувшин не затаил отравы.

Почтим Гермеса! Он, я думаю, не зря

Открыто предпочел сиянью алтаря

И жертвы чистые, и руки трудовые.

Насыплем же курган — там, к межевому рву,

И кровь козлиная из волосатой выи

Пусть глину очернит и обагрит траву.

Павсаний упоминает скульптуру Криофора, сделанную Онатасом и посвящённую в Олимпии. Согласно Брокгаузу, сохранившаяся копия этой статуи в конце XIX века находилась в Вильтонгузе, Англия.
Встречаются статуэтки, относящиеся к 520—510 гг. до н. э. В бостонской статуэтке, как и в некоторых других, Криофор несёт агнца не на плечах, а подмышкой.

## Влияние на иконографию Доброго Пастыря

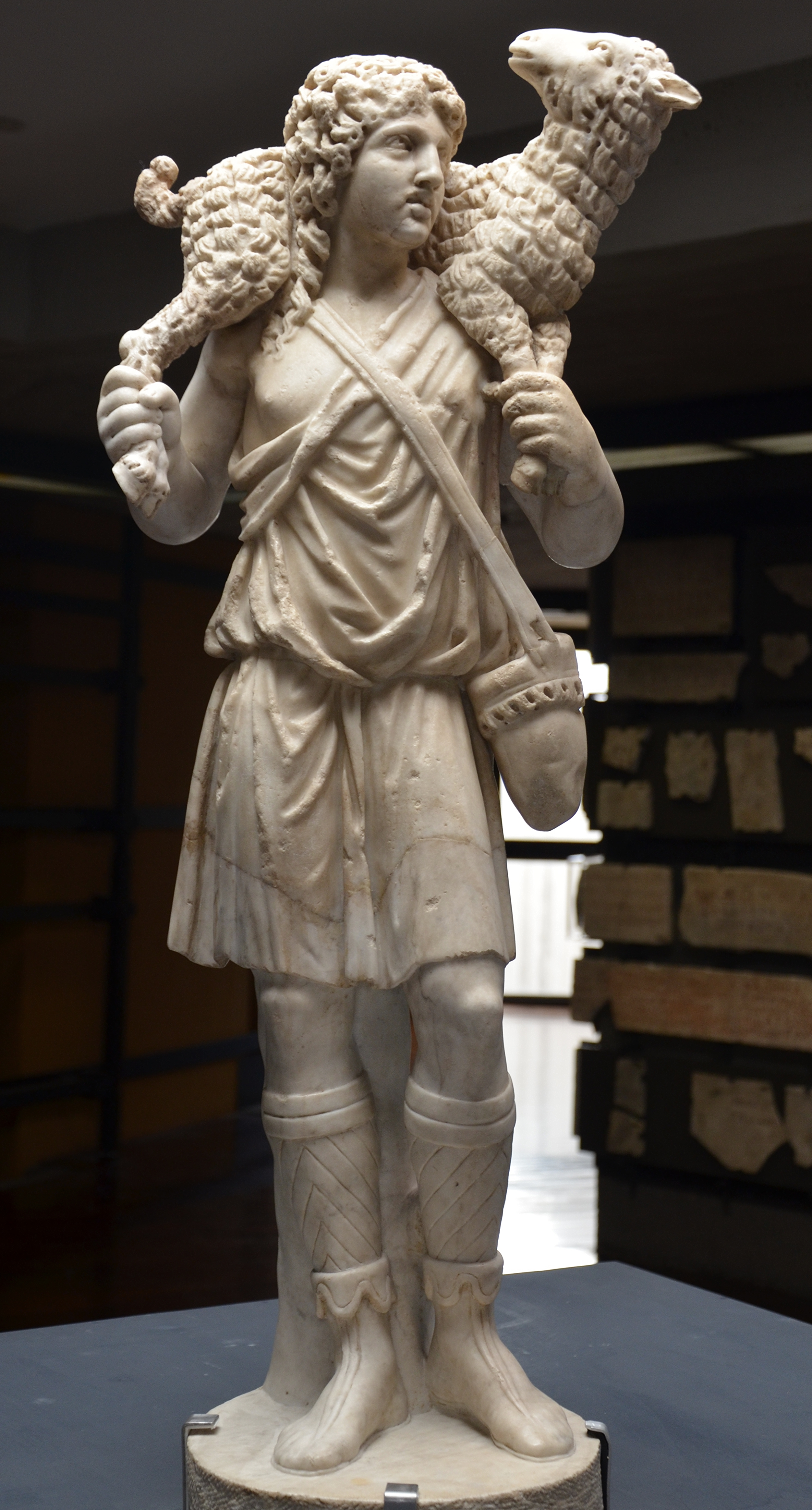
«Добрый Пастырь». Катакомбы Домитиллы, начало IV века

Образ Гермеса Криофора со стоящей рядом овцой, либо с ягнёнком на плечах представляет полное сходство с появившимися позднее изображениями Доброго пастыря в раннехристианской символике. Сходство этого рода в иных случаях настолько значительно, что ставит исследователя в затруднительное положение: как отличить христианское изображение Доброго Пастыря от языческого? В связи с этим существует мнение, что по своей сути образ Доброго пастыря представляет собой копию Гермеса Криофора. Естественно христиане, хоть и заимствовали образ, никак не отождествляли Христа с античными мифологическими персонажами. Сходство в художественных формах легко объяснимо единством художественной школы и технических приёмов, одинаковыми в практике языческих и христианских скульпторов соответствующего исторического периода.